# Jersey City
Jersey City é uma cidade localizada no estado norte-americano de Nova Jérsei (BRL) / Nova Jérsia (PRT), no Condado de Hudson. Foi fundada em 1633, e incorporada em 1838.
A cidade pertence à Região Metropolitana de Nova Iorque, que sofre um enorme processo de conurbação, o qual deixou como a única divisa visível o Rio Hudson em desagüe no mar.
Está localizada na margem oeste do rio Hudson, e é um importante centro comercial, industrial, e de transporte e distribuição, abrigando várias sedes de empresas.
Possui uma população flutuante, devido à conurbação entre as cidades da Grande Nova Iorque. Recebe, diariamente, um grande fluxo de pessoas que chegam a cidade a trabalho.

## Geografia
De acordo com o United States Census Bureau, a cidade tem uma área de 54,6 km², onde 38,31 km² estão cobertos por terra e 16,33 km² por água.
Jersey City é limitado a leste pelo rio Hudson, ao norte por Secaucus, North Bergen, Union City e Hoboken, a oeste, através do Hackensack, por Kearny e Newark, e ao sul por Bayonne. Jersey City inclui a maior parte de Ellis Island (as partes concedidas a Nova Jersey pela Suprema Corte dos Estados Unidos em 1998). Dada a sua proximidade e acessibilidade por trânsito rápido para Manhattan, Jersey City e Hudson County são por vezes referidos como Sixth Borough da cidade de Nova York.

### Clima
O clima nesta área é caracterizado por verões quentes e úmidos e geralmente invernos amenos a frios. De acordo com o sistema de classificação climática de Köppen, Jersey City tem um clima subtropical úmido, abreviado como "Cfa" em mapas climáticos. Jersey City está na zona de robustez do USDA 7a no lado oeste da cidade e na zona de resistência 7b no lado leste.

## Demografia
Segundo o censo nacional de 2010, a sua população é de 247 597 habitantes e sua densidade populacional é de 6 463,67 hab/km². É a segunda cidade mais populosa de Nova Jérsei. Possui 108 720 residências, que resulta em uma densidade de 2 838,20 residências/km².

## Galeria de imagens

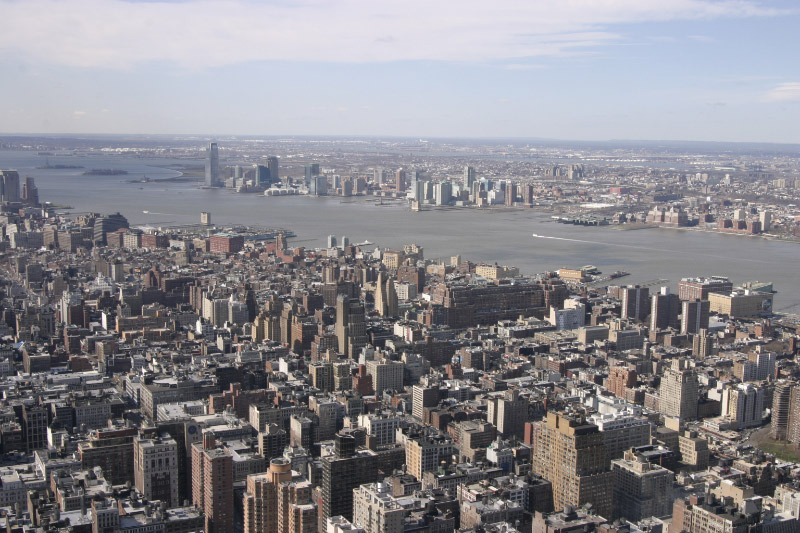
Conurbação entre as cidades de Jersey City e Nova Iorque.
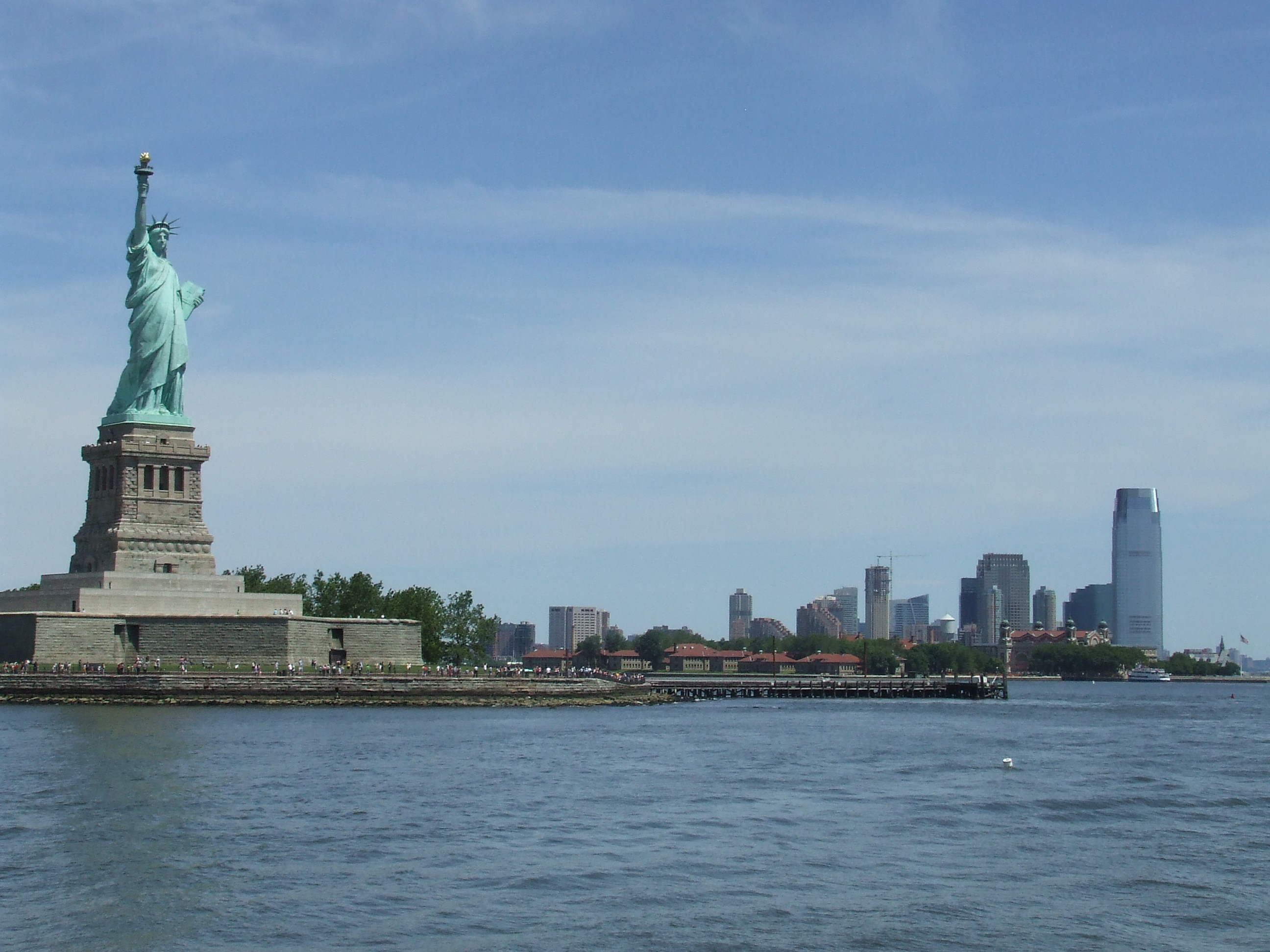
Jersey City, junto à Estátua da Liberdade em Nova Iorque.
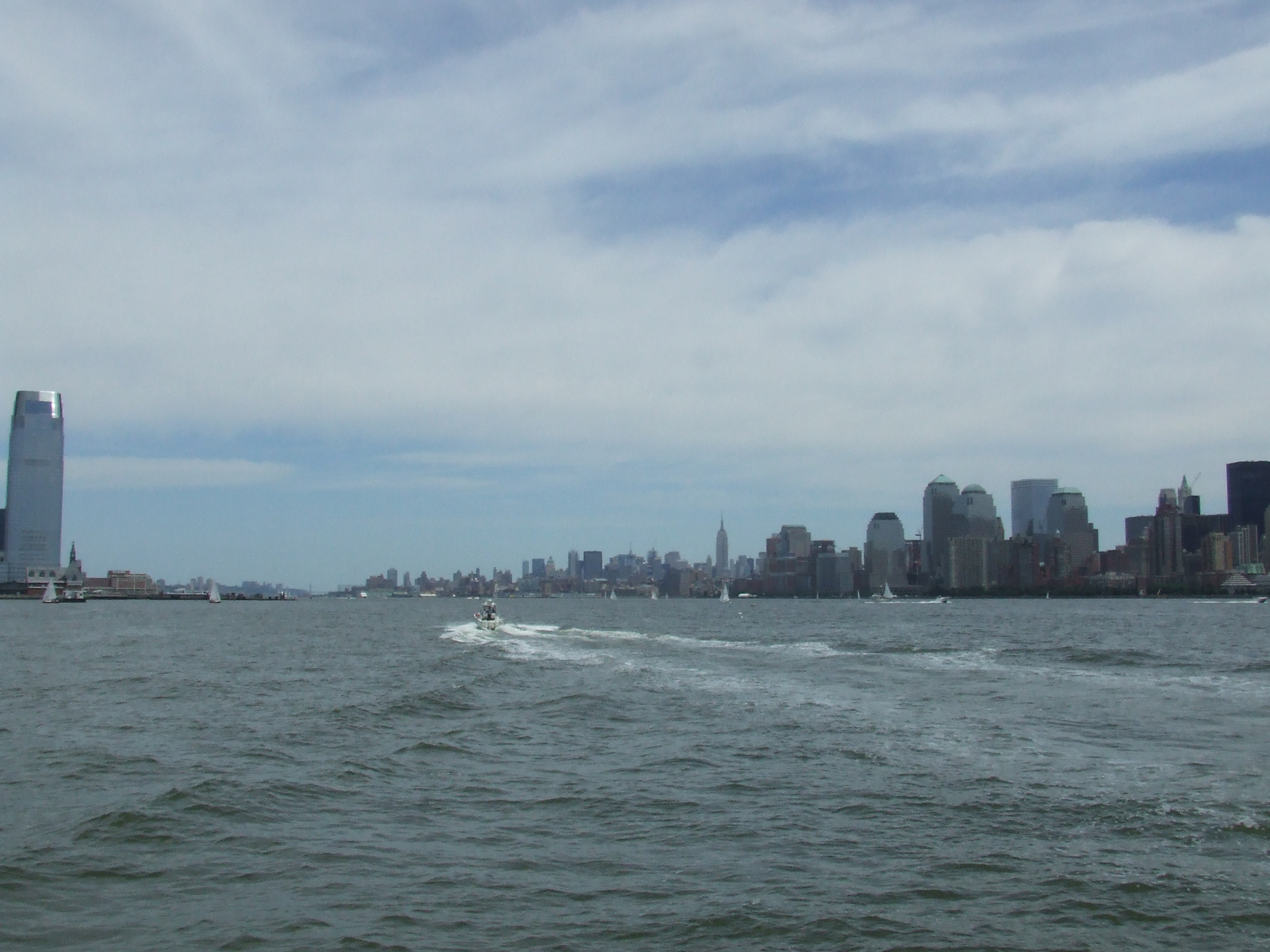
O rio Hudson, na divisa com Nova Iorque, à direita, e Jersey City, à esquerda.